# Höhenfeuer
Höhenfeuer é um filme de drama suíço de 1985 dirigido e escrito por Fredi M. Murer. Foi selecionado como representante da Suíça à edição do Oscar 1986, organizada pela Academia de Artes e Ciências Cinematográficas.